# Apoctena laqueorum
Apoctena laqueorum är en fjärilsart som beskrevs av John S. Dugdale 1971b. Apoctena laqueorum ingår i släktet Apoctena och familjen vecklare. Inga underarter finns listade i Catalogue of Life.